# Regsvr32

regsvr32（Register Server）是Microsoft Windows作業系統底下的指令，用來對COM檔和ActiveX檔做註冊及反註冊的動作，使之反應在登錄檔中。但搭配 regsvr32.exe 使用的 DLL，或者提供 DllRegisterServer 和 DllUnregisterServer 兩個输出函式，或者提供DllInstall输出函数（可接受命令行参数）。 

## 使用方式
```
 
regsvr32 foo.dll
：註冊 foo.dll
```

```
 
regsvr32 /u foo.dll
：反註冊  foo.dll
```

```
 
regsvr32 /i:"my_cmd_string" dllname.dll
：註冊dllname.dll 
```

```
 
regsvr32 /u /i:"my_cmd_string" dllname.dll
：反註冊 dllname.dll
```

## 参数说明
Regsvr32 [/u] [/n] [/i[:cmdline]] dllname
/u – 反註冊
/i – 调用DllInstall带有可选参数[cmdline]，第一个参数值为TRUE；当和/u一起使用时调用DllInstall，带有可选参数[cmdline]，第一个参数值为FALSE. 
/n – 不调用DllRegisterServer或DllUnregisterServer；该参数必须和/i一起使用; 如果没有/n，则/i在调用DllInstall时还调用了DllRegisterServer或DllUnregisterServer
/s – 静默模式；不显示对话框（Windows XP和Windows Vista中新增选项）
但要注意，如果目前目錄和預設系統目錄（C:\windows, C:\windows\system32）都有名為 foo.dll 的檔案，那麼，regsvr32 只會用系統目錄下的檔案，而不會用目前目錄下的檔案。解決辦法是加上全路徑，例如 c:\temp\foo.dll；或是使用底下語法：
```
 
regsvr32 .\foo.dll
```

## 參閱
- Microsoft TechNet 關於 Regsvr32 的文章（页面存档备份，存于）
- 微软知识库249873（页面存档备份，存于）
- Explanation of Regsvr32 Usage and Error Messages（页面存档备份，存于）
- INFO: How Regsvr32.exe Registers and Unregisters COM DLLs（页面存档备份，存于）
- WinTasks: regsvr32.exe - Process Information
- C# Frequently Asked Questions: What is the equivalent to regsvr32 in .NET?（页面存档备份，存于）